# Fernando Cruz
Fernando da Conceição Cruz (Lisbona, 12 agosto 1940 – Lisbona, 16 agosto 2025) è stato un calciatore portoghese, di ruolo difensore.

## Carriera
Militò nel Benfica dal 1959 al 1970, con cui vinse 8 volte la Liga portoghese, 4 volte la Coppa di Portogallo e 2 volte la Coppa dei Campioni, manifestazione di cui disputò 5 finali.
Con la Nazionale portoghese debuttò il 21 maggio 1961 in amichevole contro l'Inghilterra (1-1) e giunse terzo ai Mondiali 1966 organizzati in Inghilterra.

## Palmarès

### Club

#### Competizioni nazionali
- Campionato portoghese: 8

Benfica: 1959-1960, 1960-1961, 1962-1963, 1963-1964, 1964-1965, 1966-1967, 1967-1968, 1968-1969
- Coppa di Portogallo: 4

Benfica: 1961-1962, 1963-1964, 1968-1969, 1969-1970

#### Competizioni internazionali
- Coppa dei Campioni: 2

Benfica: 1960-1961, 1961-1962